# Døde i 2006
Døde i 2006   er en liste over notable personer, der er afgået ved døden i 2006  . 

## Januar
| - Aase Madsen - John Hahn-Petersen - Shelley Winters - Coretta Scott King |

- 2. januar - Aase Madsen, dansk skuespillerinde (født 1914).
- 2. januar - Steen Bendix Hansen, dansk fodboldspiller (født 1953).
- 4. januar – John Hahn-Petersen, dansk skuespiller (født 1930).
- 5. januar – Henry Grünbaum, dansk socialdemokratisk folketingsmand, samt økonomiminister og finansminister (født 1911).
- 7. januar - Heinrich Harrer, østrigsk bjergbestiger og eventyr (født 1912).
- 9. januar – Elisabeth Edberg, dansk sangerinde (født 1947).
- 10. januar – Richard Sennels, dansk domorganist og komponist (født 1912).
- 14. januar - Shelley Winters, amerikansk skuespillerinde (født 1920).
- 15. januar – Jabir al-Ahmad al-Jabir al-Sabah, Emir Sheikh (Kuwaits overhoved) (født 1926)
- 18. januar – Östen Warnerbring, svensk sanger og musiker (født 1934).
- 19. januar – Wilson Pickett, amerikansk soul-sanger (født 1941).
- 21. januar – Ibrahim Rugova, præsident i Kosovo (født 1944).
- 22. januar – Villads Villadsen, grønlandsk forfatter, digter og sangskriver (født 1916).
- 24. januar – Chris Penn, amerikansk skuespiller (født 1965).
- 26. januar – Otto Blixenkrone-Møller, dansk general og forsvarschef (født 1912).
- 27. januar – Johannes Rau, forbundspræsident i Tyskland og ministerpræsident i Nordrhein-Westfalen (født 1931).
- 28. januar – Henry McGee, engelsk skuespiller (født 1929).
- 30. januar – Coretta Scott King, amerikansk menneskerettighedsforkæmper og enke efter Martin Luther King (født 1927).

## Februar
| - Andreas Katsulas - Dennis Weaver |

- 1. februar - Sam Goddard, amerikansk guvernør (født 1919).
- 3. februar – Jean Byron, amerikansk skuespillerinde (født 1925).
- 4. februar - Jenő Dalnoki, ungarsk fodboldspiller (født 1932).
- 5. februar - Franklin Cover, amerikansk skuespiller (født 1928).
- 9. februar - Ron Greenwood, engelsk fodboldspiller og manager (født 1921).
- 9. februar - Phil Brown, amerikansk skuespiller (født 1916).
- 11. februar – Peter Benchley, amerikansk forfatter (født 1940).
- 13. februar - Andreas Katsulas, amerikansk skuespiller (født 1946).
- 13. februar – Anker Taasti, dansk skuespiller (født 1929).
- 14. februar – Tage Møller, dansk cyklist (født 1914).
- 15. februar – Sun Yun-suan, kinesisk politiker (født 1913).
- 17. februar – Paul Wallace Carr, amerikansk skuespiller (født 1934).
- 18. februar – Richard Bright, amerikansk skuespiller (født 1937).
- 22. februar - Hilde Domin, tysk forfatter (født 1909).
- 24. februar - Dennis Weaver, amerikansk skuespiller fra McCloud (født 1924).
- 25. februar – Thomas Koppel, dansk komponist og musiker fra Savage Rose (født 1944).
- 28. februar - Owen Chamberlain, amerikansk fysiker og nobelprisvinder (født 1920).

## Marts
| - Slobodan Milošević - Maureen Stapleton - Lennart Meri - Stanisław Lem |

- 1. marts – Peter Osgood, engelsk fodboldspiller (født 1947).
- 2. marts – Leopold Gratz, østrigsk skuespiller (født 1929).
- 3. marts – Cleo, dansk sanger og skuespiller (født 1921).
- 5. marts – Kate Fleron, dansk redaktør (født 1909).
- 9. marts – John Profumo, engelsk krigsminister (født 1915).
- 11. marts – Slobodan Milošević, Serbiens tidligere præsident (født 1941).
- 13. marts – Maureen Stapleton, amerikansk skuespillerinde (født 1925).
- 14. marts – Lennart Meri, estisk præsident (født 1929).
- 15. marts – Troels Dahlerup, dansk historiker og professor (født 1925).
- 15. marts – Poul Molich, dansk bådebygger og skibsingeniør (født 1918).
- 15. marts – Meïr Feigenberg, dansk teaterdirektør (født 1923).
- 16. marts – Moira Redmond, engelsk skuespillerinde (født 1928).
- 22. marts – Stig Wennerström, svensk oberst (født 1906).
- 25. marts – Ole Madsen, dansk fodboldlandsholdsspiller (født 1934).
- 26. marts – Paul Dana, amerikansk racerkører (født 1975).
- 27. marts – Stanisław Lem, polsk forfatter, digter, filosof og futurolog (født 1921).
- 27. marts – Helen Schou, dansk billedhugger (født 1905).
- 28. marts – Caspar Weinberger, amerikansk politiker (født 1917).
- 28. marts – Tove Clemmensen, dansk arkæolog og museumsinspektør (født 1915).
- 31. marts – Jackie McLean, amerikansk saxofonist (født 1931).

## April
| - Alida Valli - John Kenneth Galbraith |

- 4. april – Jürgen Thorwald, tysk forfatter (født 1915).
- 5. april – Gene Pitney, amerikansk sanger (født 1940).
- 8. april – Gerard Reve, hollandsk forfatter (født 1923).
- 11. april – Proof, amerikansk rapper (født 1973).
- 12. april – Rajkumar, indisk skuespiller (født 1929).
- 13. april – Anders Andersen, dansk landmand og politiker (født 1912).
- 17. april – Henderson Forsythe, amerikansk skuespiller (født 1917).
- 18. april – John Lyall, engelsk fodboldspiller (født 1940).
- 20. april – Pia Ahnfelt-Rønne, dansk skuespillerinde (født 1922).
- 21. april – Telê Santana, brasiliansk fodboldspiller (født 1931).
- 22. april – Alida Valli, italiensk skuespillerinde (født 1921).
- 23. april – Tue Bjørn Thomsen, dansk, professionel bokser (født 1972).
- 24. april – Lasse Winsløw, dansk kunstmaler, grafiker og billedhugger (født 1911).
- 25. april – Jane Jacobs, canadisk forfatter (født 1916).
- 25. april - Ingolf Winzor, dansk borgmester (død 2006).
- 28. april – Lasse Budtz, dansk politiker og journalist (født 1926).
- 29. april – John Kenneth Galbraith, amerikansk økonom (født 1908).
- 30. april – Pramoedya Ananta Toer, indonesisk forfatter (født 1925).

## Maj
| - Floyd Patterson - Lloyd Bentsen |

- 1. maj – Betsy Jones-Moreland, amerikansk skuespillerinde (født 1930).
- 3. maj – Earl Woods, amerikansk idrætsudøver (født 1932).
- 3. maj – Karel Appel, hollandsk kunstner, medlem af CoBrA (født 1921)
- 4. maj – Linda Holmer, dansk skuespillerinde (født 1956).
- 5. maj – Naushad Ali, indisk musiker (født 1919).
- 7. maj – Malin Lindgren, dansk journalist og forfatter (født 1932).
- 8. maj – Herman Salling, dansk købmand og direktør (født 1919).
- 10. maj – Val Guest, engelsk filminstruktør (født 1911).
- 11. maj – Floyd Patterson, amerikansk sværvægtsbokser (født 1935).
- 13. maj – Östen Sjöstrand, svensk forfatter (født 1925).
- 14. maj – Dagmar Andreasen, dansk fabrikant og politiker (født 1920).
- 14. maj – Robert Bruce Merrifield, amerikansk kemiker og nobelprismodtager (født 1921).
- 15. maj – Chic Hecht, amerikansk senator (født 1928).
- 16. maj – Takahiro Tamura, japansk skuespiller (født 1928).
- 18. maj – Gilbert Sorrentino, amerikansk forfatter (født 1929).
- 21. maj – Peter Poulsen, dansk skuespiller (født 1905).
- 23. maj – Lloyd Bentsen, amerikansk senator (født 1921).
- 24. maj – Claude Piéplu, fransk skuespiller (født 1923).
- 26. maj – Ted Schroeder, amerikansk tennisspiller (født 1921).
- 27. maj – Paul Gleason, amerikansk skuespiller (født 1939).
- 31. maj – Raymond Davis Jr., amerikansk kemiker (født 1914).

## Juni
| - Billy Preston - Bjørn Wiinblad |

- 1. juni - Kristian Ottosen, norsk faglitterær forfatter og modstandsmand (født 1921).
- 2. juni - Leon Pownall, canadisk skuespiller (født 1943).
- 6. juni – Billy Preston, amerikansk musiker (født 1946).
- 6. juni – Arnold Newman, amerikansk fotograf (født 1918).
- 7. juni – Abu Musab al-Zarqawi, jordansk militant salafi-islamist, guerrillaleder, og tidligere leder af Al-Qaeda i Irak (født 1966).
- 8. juni – Bjørn Wiinblad, dansk keramiker og maler (født 1918).
- 12. juni – György Ligeti, ungarsk-østrigsk komponist (født 1923).
- 12. juni – Rasmus Green, dansk fodboldspiller (født 1980).
- 15. juni – Ole G. Backer, dansk overlæge og overkirurg (født 1925).
- 18. juni – Vincent Sherman, amerikansk skuespiller (født 1906).
- 19. juni – Helle Gotved, dansk gymnastikpædagog og forfatter (født 1912).
- 20. juni – Bill Daniel, amerikansk politiker (født 1915).
- 21. juni – Jacques Lanzmann, fransk forfatter (født 1927).
- 23. juni – Aaron Spelling, amerikansk film- og tv-producer (født 1923).
- 25. juni – Kenneth Griffith, walisisk skuespiller (født 1921).
- 30. juni – Robert Gernhardt, tysk forfatter (født 1937).

## Juli
| - Ryutaro Hashimoto - Lars Korvald - Red Buttons - Jack Warden - Mako Iwamatsu |

- 1. juli – Ryutaro Hashimoto, japansk politiker (født 1937).
- 2. juli – Tihomir Ognjanov, serbisk politiker (født 1927).
- 4. juli – Lars Korvald, norsk politiker (født 1916).
- 6. juli – Kasey Rogers, amerikansk skuespillerinde (født 1925).
- 7. juli – Syd Barrett, engelsk guitarist i Pink Floyd (født 1946).
- 8. juli – June Allyson, amerikansk skuespillerinde (født 1917).
- 10. juli – Sjamil Basajev, tjetjensk terroristleder (født 1965).
- 12. juli – Kurt Kreuger, tysk skuespiller (født 1916).
- 13. juli – Red Buttons, amerikansk skuespiller (født 1919).
- 14. juli – Aleksander Wojtkiewicz, polsk skakspiller (født 1963).
- 17. juli – Mickey Spillane, amerikansk forfatter (født 1918).
- 19. juli – Jack Warden, amerikansk skuespiller (født 1920).
- 21. juli – Mako Iwamatsu, japansk skuespiller (født 1933).
- 22. juli – Donald Reid Cabral, dominikansk politiker (født 1923).
- 26. juli – Rolf Arthur Hansen, norsk politiker (født 1920).
- 27. juli – Elisabeth Volkmann, tysk skuespillerinde (født 1936).
- 28. juli – David Gemmell, engelsk forfatter (født 1948).

## August
| - Elisabeth Schwartzkopf - James Alfred Van Allen - Naguib Mahfouz - Glenn Ford |

- 1. august – Eva Koppel, dansk arkitekt (født 1916).
- 2. august – Holger Börner, tysk politiker (født 1931).
- 3. august – Elisabeth Schwartzkopf, tysk-østrigsk lyrisk sopran (født 1915).
- 4. august – Nandini Satpathy, indisk politiker (født 1931).
- 5. august – H.P. Scharla Nielsen, dansk pensionist (født 1926).
- 6. august – Hirotaka Suzuoki, japansk skuespiller (født 1950).
- 8. august – Duke Jordan, amerikansk jazz pianist (født 1922).
- 9. august – James Alfred Van Allen, amerikansk fysiker (født 1914).
- 11. august – Mike Douglas, amerikansk sanger (født 1920).
- 12. august – Victoria Gray Adams, amerikansk borgerrettighedsaktivist (født 1926).
- 13. august – Tony Jay, engelsk skuespiller (født 1933).
- 14. august – Ruth Guldbæk, kgl. dansk operasanger (født 1919).
- 15. august – Faas Wilkes, hollandsk fodboldspiller (født 1923).
- 16. august – Alfredo Stroessner, sydamerikansk præsident (født 1912).
- 19. august – Óscar Míguez, uruguayansk fodboldspiller (født 1927).
- 20. august – Joe Rosenthal, amerikansk fotograf (født 1911).
- 23. august – Bent Exner, dansk guldsmed og billedkunstner (født 1932).
- 26. august – Rainer Barzel, tysk politiker (født 1924).
- 27. august – Hrishikesh Mukherjee, indisk filminstruktør (født 1922).
- 28. august – Claus Rode, dansk direktør (født 1949).
- 29. august – Lykke Nielsen, dansk skuespillerinde. (født 1946).
- 30. august – Naguib Mahfouz, egyptisk forfatter og nobelprismodtager (født 1911).
- 30. august – Glenn Ford, amerikansk skuespiller (født 1916).
- 31. august – Peter Salskov, dansk journalist, forfatter og chefredaktør (født 1948).

## September
| - Steve Irwin |

- 3. september – Keld Sengeløv, dansk generaldirektør (født 1953).
- 4. september – Steve Irwin, australsk dyreforkæmper (født 1962).
- 4. september – Ingrid Bjoner, norsk operasangerinde (født 1927).
- 4. september – Ole Bjørnmose, dansk fodboldspiller (født 1944).
- 6. september – Steen Bostrup, dansk journalist og studievært (født 1939).
- 11. september – Joachim Fest, tysk historiker og forfatter (født 1926).
- 12. september – Craig Roberts, canadisk olympisk wrestler (født 1968).
- 12. september – Edna Staebler, canadiske kogebogs- og fagbogsforfatter, slagtilfælde (født 1906).
- 15. september – Oriana Fallaci, italiensk forfatter og journalist (født 1929).
- 17. september – Kazuyuki Sogabe, japansk skuespiller (født 1948).
- 18. september – Povl Ole Fanger, dansk forsker og professor (født 1934).
- 19. september – Elizabeth Allen, amerikansk skuespillerinde (født 1929).
- 20. september – Sven Nykvist, svensk filmfotograf (født 1922).
- 21. september – Boz Burrell, engelsk basguitarist (født 1946).
- 22. september – Edward Albert, amerikansk skuespiller (født 1951).
- 23. september – Malcolm Arnold, engelsk komponist (født 1921).
- 26. september – Byron Nelson, amerikansk golfspiller (født 1912).
- 26. september – Iva Ikuko Toguri D’Aquino, amerikansk-japansk kvinde fra anden verdenskrig (født 1916).
- 30. september – André Schwartz-Bart, fransk forfatter (født 1928).

## Oktober
| - Choi Kyu-hah - Red Auerbach - Aud Schønemann - Pieter Willem Botha |

- 1. oktober – Frank Beyer, tysk filminstruktør (født 1932).
- 2. oktober – Tamara Dobson, amerikansk skuespillerinde (født 1947).
- 4. oktober – Tom Bell, engelsk skuespiller (født 1933).
- 5. oktober – Christian Lillelund, dansk direktør, tidligere chefredaktør for Dagbladet Børsen (født 1935).
- 7. oktober – Anna Politkovskaja, russisk journalist (født 1958).
- 11. oktober – Cory Lidle, amerikansk baseballspiller (født 1972).
- 12. oktober – Gillo Pontecorvo, italiensk filminstruktør (født 1919).
- 13. oktober – Wang Guangmei, kinesisk politiker (født 1921).
- 14. oktober – Freddy Fender, amerikansk sanger (født 1937).
- 17. oktober – Daniel Emilfork, fransk skuespiller (født 1924).
- 18. oktober – Marc Hodler, schweizisk advokat (født 1918).
- 19. oktober – Phyllis Kirk, amerikansk skuespillerinde (født 1927).
- 20. oktober – Jane Wyatt, amerikansk skuespillerinde (født 1910).
- 21. oktober – Peter Barkworth, engelsk skuespiller (født 1929).
- 22. oktober – Choi Kyu-hah, sydkoreansk politiker (født 1919).
- 26. oktober – Pontus Hultén, svensk museumsdirektør (født 1924).
- 28. oktober - Red Auerbach', amerikansk basketballtræner (født 1917).
- 29. oktober – Ibrahim Mohammadu Maccido, nigeriansk sultan af Sokoto og åndelig leder for Nigerias muslimer (født 1928).
- 30. oktober – Aud Schønemann, norsk skuespiller (født 1922).
- 31. oktober – P.W. Botha, sydafrikansk premierminister (født 1916).

## November
| - Jack Palance - Robert Altman |

- 1. november – William Styron, amerikansk forfatter (født 1925).
- 1. november – Carl Bro, dansk civilingeniør (født 1926).
- 3. november – Paul Mauriat, fransk musiker (født 1925).
- 5. november – Samuel Bowers, amerikansk Ku Klux Klan-leder (født 1924).
- 5. november – Bülent Ecevit, tyrkisk politiker og filosof (født 1925).
- 6. november – Jean-Jacques Servan-Schreiber, fransk journalist og politiker (født 1924).
- 8. november – Basil Poledouris, amerikansk komponist (født 1945).
- 9. november – Ed Bradley, amerikansk journalist (født 1941).
- 9. november – Markus Wolf, østtysk spionchef (født 1923).
- 10. november – Jack Palance, amerikansk skuespiller (født 1919).
- 11. november – Anicée Alvina, fransk skuespillerinde (født 1953).
- 13. november – Jens Østerholm, dansk skuespiller (født 1928).
- 14. november – Bo Bojesen, dansk satiretegner (født 1923).
- 15. november – Ana Carolina Reston, brasiliansk fotomodel (født 1985)
- 16. november – Milton Friedman, amerikansk økonom og Nobelprismodtager (født 1912).
- 16. november – Jurij Levada, russisk sociolog (født 1930).
- 17. november – Ferenc Puskas, ungarsk fodboldspiller (født 1927).
- 17. november – Preben Thomsen, dansk præst og forfatter (født 1933).
- 18. november – Lars Chemnitz, tidligere grønlandsk landsstyreformand (født 1925).
- 19. november – Jeremy Slate, amerikansk skuespiller (født 1926).
- 20. november – Robert Altman, amerikansk filminstruktør (født 1925).
- 21. november – Pierre Amine Gemayel, libanesisk industriminister (født 1972).
- 23. november – Philippe Noiret, fransk filmskuespiller (født 1930).
- 23. november – Alexander Litvinenko, russisk agent (født 1962).
- 24. november – William Diehl, amerikansk forfatter (født 1924).
- 26. november – Isaac Galvez, spansk cykelrytter (født 1975).

## December
| - Claude Jade - Augusto Pinochet - Peter Boyle - Joseph Barbera - James Brown - Gerald Ford - Saddam Hussein |

- 1. december – Claude Jade, fransk skuespillerinde (født 1948).
- 1. december – Jørgen Gustava Brandt, dansk forfatter (født 1929).
- 5. december – David Bronstein, russisk skakstormester (født 1924).
- 8. december – Erni Arneson, dansk skuespiller (født 1917).
- 9. december – Verner Gaard, dansk håndboldspiller (født 1945).
- 10. december – Augusto Pinochet, chilensk general og diktator (født 1915).
- 12. december – Peter Boyle, amerikansk skuespiller (født 1935).
- 12. december - Paul Arizin, amerikansk basketballspiller (født 1928).
- 14. december – Bendt Reiner, dansk skuespiller (født 1928).
- 15. december – Clay Regazzoni, schweizisk tidligere Formel 1-kører (født 1939).
- 18. december – Joseph Barbera, amerikansk tegnefilmstegner (født 1911).
- 21. december – Saparmurat Nijasov, turkmensk diktator (født 1940).
- 21. december – Sune Lund-Sørensen, dansk filminstruktør (født 1942)
- 23. december – Henning Fonsmark, dansk chefredaktør og forfatter (født 1926).
- 25. december – James Brown, amerikansk soulsanger (født 1933).
- 26. december – Gerald Ford, USA's 38. præsident (født 1913).
- 30. december – Saddam Hussein, Iraks tidligere præsident og diktator (født 1937).
- 30. december – Ann-Britt Mathisen, dansk radiovært (født 1943).

### Ukendt dato
- Bjørn Andersen, dansk atlet (født 1931).